# Assignaat

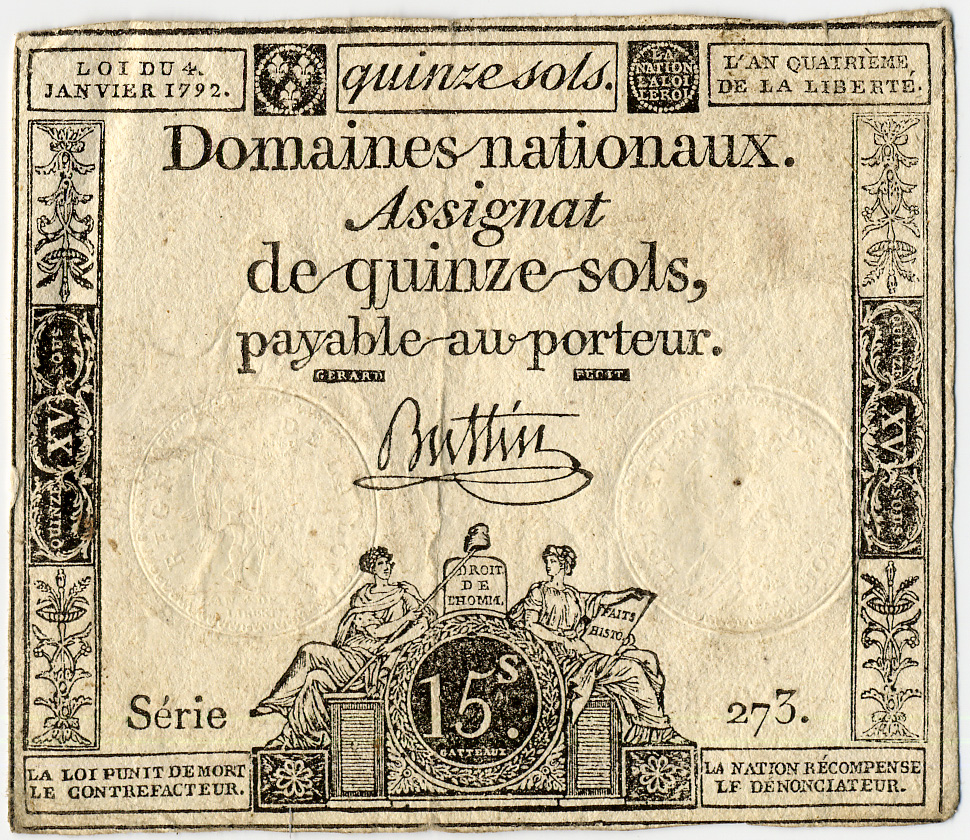
Assignaat van 15 sols

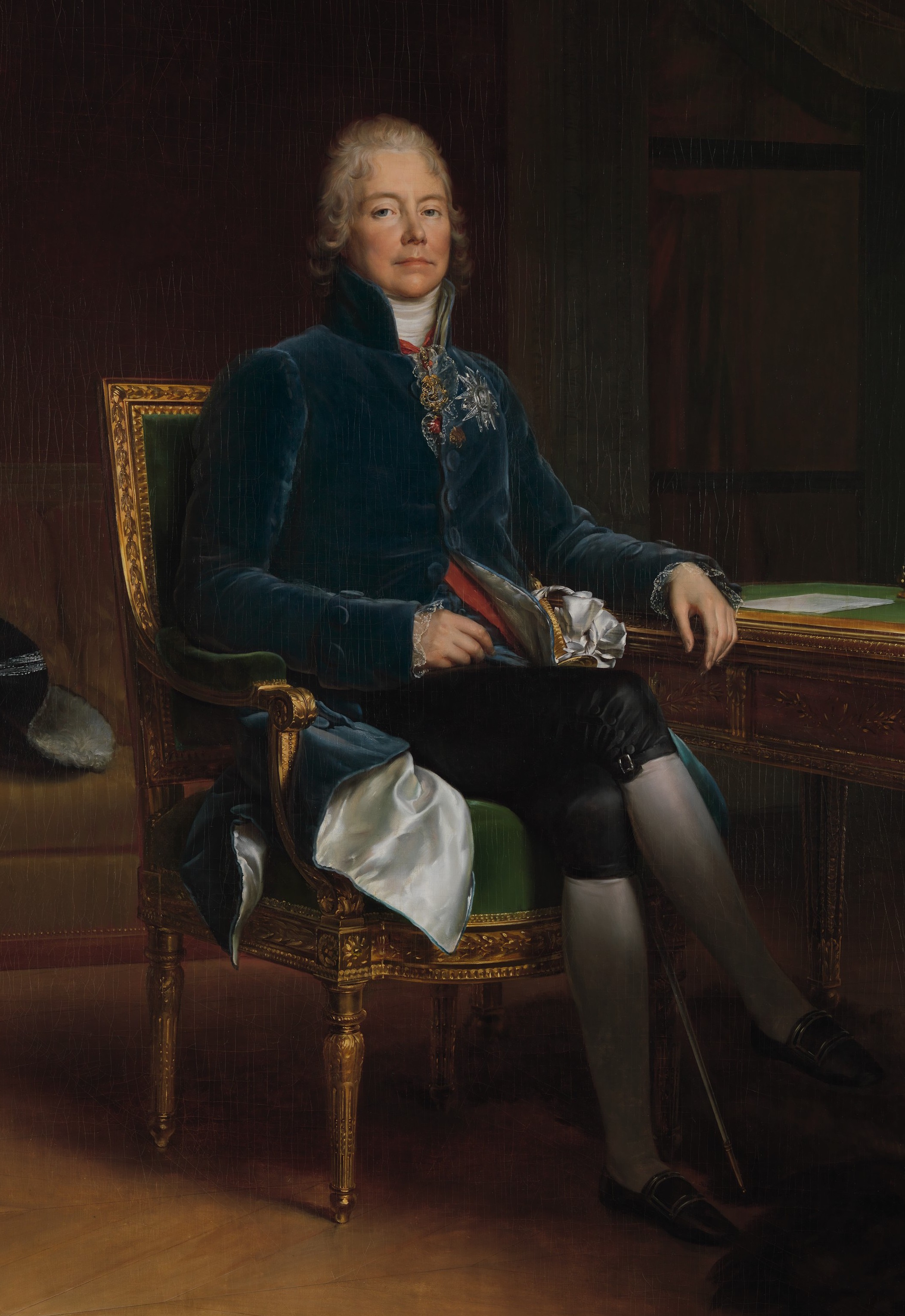
Het voorstel om de kerkelijke bezittingen te onteigenen kwam van Talleyrand.

Assignaten zijn waardepapieren die tijdens de Franse Revolutie werden uitgegeven met onteigende kerkelijke bezittingen als onderpand, die als geld moesten dienen om de schuldenlast af te lossen.
Doordat de Franse overheid meer van die papieren uitgaf dan verantwoord was, ging de waarde ervan spoedig sterk dalen.

## Geschiedenis
De rellen aan het begin van de Franse Revolutie hadden de Fermiers of belastinginners verdreven. Het chaotische revolutionaire regime was niet in staat tijdig een nieuwe belastingadministratie op poten te zetten om de lopende uitgaven en de rente op de staatsschuld te betalen. Het water stond de nieuwe regering aan de lippen. Om een bankroet te vermijden besloot de Nationale Grondwetgevende Vergadering op 2 november 1789 om alle kerkelijke bezittingen te confisqueren. De staat zou voortaan een salaris betalen aan de priesters, voor zover die tenminste een eed van trouw aan de Republiek hadden gezworen.
Een probleem hierbij was echter dat de staat al dat bezit (misschien een vijfde van het grondbezit van Frankrijk) niet tegelijk op de markt kon werpen, zonder dat de opbrengst tot een fractie van de werkelijke waarde zou dalen. Daarom werd besloten de verkoop over een aantal jaren te spreiden en in de tussentijd waardepapieren uit te geven met de kerkelijke bezittingen als onderpand. Die papieren zouden worden gebruikt om rente en aflossing van de staatsschuld mee te betalen. Naarmate de verkoop van de kerkbezittingen vorderde zou de staat de assignaten weer terugkopen van de houders. De assignaten werden uitgegeven in biljetten van 1000 francs (dat was destijds 1 of 2 jaarsalarissen van een arbeider).
Omdat het vertrouwen in de assignaten niet erg groot was en de staat in grote geldproblemen verkeerde, werd op 17 april 1790 besloten dat de assignaten ook als wettig betaalmiddel zouden gelden. Economisch geschoolde personen hadden hier een hard hoofd in en Jacques Necker, de minister van financiën, was hier zo sterk op tegen, dat hij zijn ontslag nam. De revolutionaire regering ging bovendien veel meer assignaten in omloop brengen dan in overeenstemming was met de waarde van de geconfisqueerde kerkbezittingen. Het hoeft dan ook niemand te verbazen dat in die omstandigheden de waarde van de assignaten snel verminderde. Tussen 1790 en 1793 verloor het assignaat 60 % van zijn waarde.
Tijdens het Schrikbewind van Robespierre werd geprobeerd de waarde van het assignaat op peil te houden door de doodstraf te stellen op het niet-aannemen van assignaten. Dit was een paardenmiddel dat op de lange termijn natuurlijk niet effectief zou blijken.
In 1796 was er voor 45 miljard frank (10 maal de waarde van de kerkbezittingen) aan assignaten in omloop. De assignaten-inflatie werd nog aangewakkerd doordat Engeland, dat met de Franse Republiek in oorlog verkeerde, welbewust vervalste assignaten in omloop bracht.
Op 19 februari 1796 werden de assignaten uit de circulatie genomen, maar wel tegen een voor de houders ervan ongunstige koers. Voor 30 frank aan assignaten wordt 1 frank in edelmetaal uitgekeerd.
Het avontuur van de assignaten heeft het revolutionaire regime in Frankrijk van de financiële ondergang gered. De kopers van kerkbezittingen en ondernemers die lucratieve overheidsleveringen hadden verricht en erin geslaagd waren de door hen ontvangen assignaten door te verkopen voordat ze te veel aan waarde verloren, hebben goede zaken gedaan, maar veel mensen hebben aan deze affaire veel geld verloren.